# Fender Stevie Ray Vaughan Signature Stratocaster
A Fender Stratocaster Stevie Ray Vaughan Signature modell egy elektromos gitár, melyet
az amerikai Fender cég 1992-ben dobott piacra, Stevie Ray Vaughan texasi gitáros halála után két évvel. Stevie leghíresebb gitárja, a "Number One" (vagy "First Wife") alapján tervezték, majd készítették el ezt a különleges hangszert.

## Az eredeti hangszerről

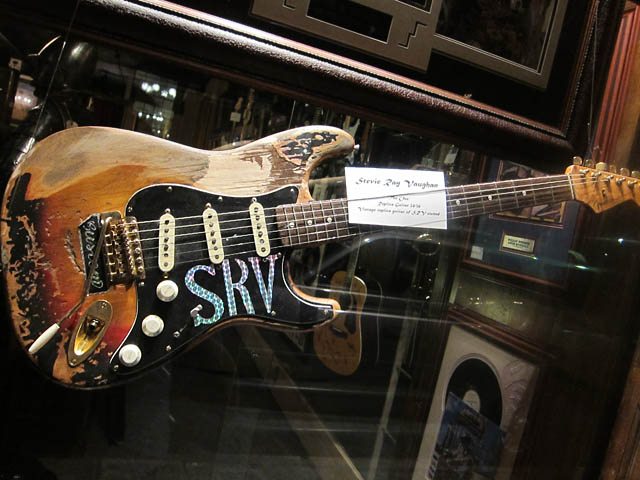
Stevie Ray Vaughan "Number One" gitárjának másolata

Az eredeti hangszer egy 1963-as gyártású, három tónusú napégette színű Stratocaster, mely jelenleg a testvér, Jimmie Vaughan birtokában van. Stevie Ray Vaughan 1973-ban vásárolta Austinban a Ray Hennig's Heart of Texas hangszerboltban. Ez a hangszer lett a kedvence, haláláig kitartott mellette, ezután pedig legendává vált.
Stevie Ray Vaughan a Fender céggel jó kapcsolatban volt, tiszteletbeli tagja volt a Fender Players Clubnak. Az akkor már létező Fender Custom Shop gyártott különleges modelleket például Eric Claptonnak, Jeff Becknek, de a Stevie-modell csak terv volt. Sajnos a művész nem érhette meg az új hangszer gyártását, mert 1990. augusztus 27-én a Wisconsin állambéli East Troy közelében az Alpine-völgyben helikopterszerencsétlenség áldozata lett.
1992-ben végül megjelent a modell, melyet a mai napig sorozatban gyártanak. A hangszer az eredeti mintáját próbálja követni. Időközben a Fender kifejlesztette a „Texas Special” hangszedőt, mely jóval nagyobb jelet ad le, mint az átlagos hangszedők. Ez található a SRV modellben is.

## A Stevie Ray Vaughan Signature Stratocaster jellemzői
- égerfa test - 3 tónusú napégette (angolul: „sunburst”) lakkozás
- juharfa nyak (ovális, "D" méretű - a legvastagabb)
  - pao ferro (bolíviai egzotikus fa) fogólap hasonló a rózsafához, a fej végén Stevie Ray Vaughan aláírása
- Jumbo érintők
- 3 Texas Special single coil hangszedő
- 5 állású hangszínváltó kapcsoló
- hangerő, hangszín, hangszín potméterek
- aranyozott fém szerelékek
- balkezes húrláb

## Lásd még
- Jimmie Vaughan Tex-Mex Stratocaster